# ジョワユーズ

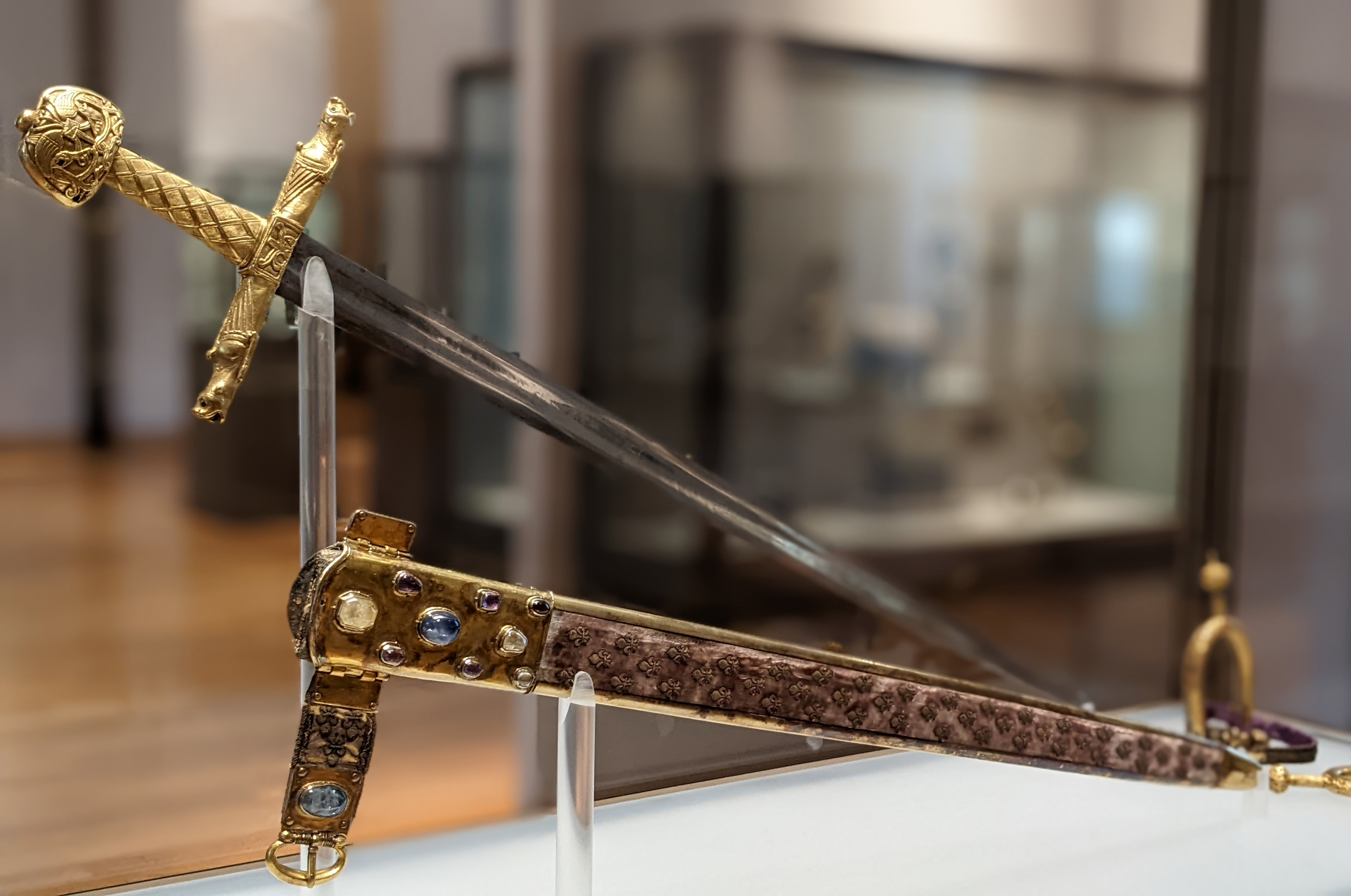
ルーヴル美術館所蔵のジョワユーズ

ジョワユーズ（フランス語: Joyeuse）は、中世フランスのシャルルマーニュ伝説でシャルルマーニュが所持していたとされる剣。その名前はフランス語で「陽気」を意味する。ジョワイユーズ、ジュワユーズ、ジュワイユーズなどとカナ転写されることもある。
いくつかの伝説によると、柄頭（pommel）には聖槍が埋め込まれていたらしい。またある伝説によると、ジョワユーズはおそらくローランの剣デュランダルや、オジェ・ル・ダノワの剣カーテナと同じ材料から鍛えられたとされている。
11世紀の『ローランの歌』は、ジョワユーズを以下のように描写している。
[Charlemagne] was wearing his fine white coat of mail and his helmet with gold-studded stones; by his side hung Joyeuse, and never was there a sword to match it; its color changed thirty times a day.
「〔シャルルマーニュは〕きめ細かな白の鎖帷子と、金の鋲が打たれた兜を身に纏い、腰にはジョワユーズを帯びていた。それに並ぶ剣は無く、また日に30回、その色彩を変じるという。」
およそ700年ほど後になって、トマス・ブルフィンチはシャルルマーニュがジョワユーズを彼の仲間オジェ・ル・ダノワに騎士の爵位を与える（knighting）ためだけでなく、サラセン人の指揮官 Corsuble を打ち首にするために用いたことに言及した。

ルイ14世とジョワユーズ（Hyacinthe Rigaud, 1701年）

フランスにおいては国王の王権を象徴する剣として多くの絵画に描かれている。
歴代のフランス国王の肖像画にも描かれており、ナポレオンの戴冠式にも描かれている。
ナポレオンが所持していた物が本物かどうかについては諸説あり、フランス革命で紛失してしまいナポレオンが作らせた物だとする説もある。
ジョワユーズが現在どうなっているかについては諸説ありはっきりしていない。
- シャルルマーニュの亡骸と共に埋められている
- サン＝ドニ大聖堂に保管されている
- ナポレオンの戴冠式に用いられたのち、ルーヴル美術館に移された。現在も同美術館で展示されているが本物かどうかルーヴル美術館自身が明言していない。また、ナポレオンが戴冠式で用いた物が本物かどうかも不明でありナポレオンが作らせたとする説もある。
- ウィーンの帝国宝物殿（Imperial Treasury）に保管されている

儀礼的、政治的な意味合いからすれば日本の草薙の剣と同様にフランスの国王が所持している剣が本物のジョワユーズであるとも考えられるが現在ではフランス王家が存在しないため儀礼的、政治的な意味での本物は存在しない。

## ギャラリー
- アルブレヒト・デューラー作『カール大帝』